# Ordina Open 2008 - Qualificazioni singolare femminile
Le qualificazioni del singolare femminile dell'Ordina Open 2008 sono state un torneo di tennis preliminare per accedere alla fase finale della manifestazione. I vincitori dell'ultimo turno sono entrati di diritto nel tabellone principale. In caso di ritiro di uno o più giocatori aventi diritto a questi sono subentrati i lucky loser, ossia i giocatori che hanno perso nell'ultimo turno ma che avevano una classifica più alta rispetto agli altri partecipanti che avevano comunque perso nel turno finale.
Le qualificazioni del torneo Ordina Open  2008 prevedevano 16 partecipanti di cui 4 sono entrati nel tabellone principale.

## Teste di serie
1. Iveta Benešová (Qualificata)
2. Marina Eraković (Qualificata)
3. Marta Domachowska (ultimo turno)
4. Anastasija Rodionova (primo turno)

1. Yung-Jan Chan (ultimo turno)
2. Angelique Kerber (primo turno)
3. Tamarine Tanasugarn (Qualificata)
4. Aleksandra Wozniak (ultimo turno)

## Qualificati
1. Iveta Benešová
2. Marina Eraković

1. Angelique Kerber
2. Tamarine Tanasugarn

## Tabellone

### Legenda
| - Q = Qualificato - WC = Wild card - LL = Lucky loser | - ALT = Alternate - SE = Special Exempt - PR = Protected Ranking | - w/o = Walkover - r = Ritirato - d = Squalificato |

### Sezione 1
|  | Primo turno | Primo turno      | Primo turno      | Primo turno | Primo turno |  |  | Ultimo turno | Ultimo turno   | Ultimo turno | Ultimo turno | Ultimo turno |  |
|  |             |                  |                  |             |             |  |  |              |                |              |              |              |  |
|  | 1           | Iveta Benešová   | Iveta Benešová   | 6           | 6           |  |  |              |                |              |              |              |  |
|  |             | Robin Stephenson | Robin Stephenson | 1           | 2           |  |  | 1            | Iveta Benešová | 3            | 6            | 7            |  |
|  | 5           | Yung-Jan Chan    | Yung-Jan Chan    | 6           | 6           |  |  | 5            | Yung-Jan Chan  | 6            | 1            | 6(0)         |  |
|  |             | Debbrich Feys    | Debbrich Feys    | 2           | 1           |  |  |              |                |              |              |              |  |

### Sezione 2
|  | Primo turno | Primo turno             | Primo turno             | Primo turno | Primo turno |  |  | Ultimo turno | Ultimo turno       | Ultimo turno       | Ultimo turno | Ultimo turno |  |
|  |             |                         |                         |             |             |  |  |              |                    |                    |              |              |  |
|  | 2           | Marina Eraković         | Marina Eraković         | 6           | 6           |  |  |              |                    |                    |              |              |  |
|  |             | Līga Dekmeijere         | Līga Dekmeijere         | 0           | 4           |  |  | 2            | Marina Eraković    | Marina Eraković    | 6            | 6            |  |
|  | 8           | Aleksandra Wozniak      | Aleksandra Wozniak      | 6           | 6           |  |  | 8            | Aleksandra Wozniak | Aleksandra Wozniak | 0            | 4            |  |
|  |             | Brenda Schultz-McCarthy | Brenda Schultz-McCarthy | 4           | 4           |  |  |              |                    |                    |              |              |  |

### Sezione 3
|  | Primo turno | Primo turno       | Primo turno       | Primo turno | Primo turno |  |  | Ultimo turno | Ultimo turno      | Ultimo turno      | Ultimo turno | Ultimo turno |  |
|  |             |                   |                   |             |             |  |  |              |                   |                   |              |              |  |
|  | 3           | Marta Domachowska | Marta Domachowska | 6           | 6           |  |  |              |                   |                   |              |              |  |
|  |             | Nicole Thyssen    | Nicole Thyssen    | 1           | 1           |  |  | 3            | Marta Domachowska | Marta Domachowska | 3            | 3            |  |
|  |             | Angelique Kerber  | 64                | 6           | 6           |  |  |              | Angelique Kerber  | Angelique Kerber  | 6            | 6            |  |
|  | 6           | Sabine Lisicki    | 7                 | 1           | 2           |  |  |              |                   |                   |              |              |  |

### Sezione 4
|  | Primo turno | Primo turno          | Primo turno         | Primo turno | Primo turno |  |  | Ultimo turno | Ultimo turno         | Ultimo turno | Ultimo turno | Ultimo turno |  |
|  |             |                      |                     |             |             |  |  |              |                      |              |              |              |  |
|  |             | Mirjana Lučić-Baroni | 63                  | 6           | 6           |  |  |              |                      |              |              |              |  |
|  | 4           | Anastasija Rodionova | 7                   | 2           | 2           |  |  |              | Mirjana Lučić-Baroni | 3            | 6            | 4            |  |
|  | 7           | Tamarine Tanasugarn  | Tamarine Tanasugarn | 6           | 6           |  |  | 7            | Tamarine Tanasugarn  | 6            | 4            | 6            |  |
|  |             | Stéphanie Dubois     | Stéphanie Dubois    | 4           | 3           |  |  |              |                      |              |              |              |  |